# Hydroxyméthylglutaryl-CoA synthase
L'hydroxyméthylglutaryl-CoA synthase (HMG-CoA synthase, HMGCS) est une transférase de la voie du mévalonate qui catalyse la réaction :
|            | + |                 | + H2O {\displaystyle \rightleftharpoons } CoA-SH + |         |
| Acétyl-CoA |   | Acétoacétyl-CoA |                                                    | HMG-CoA |
Chez les eucaryotes, il en existe deux isozymes différents, l'un cytosolique et l'autre mitochondrial (chez l'Humain, seuls 60,6 % des acides aminés sont communs à ces deux isozymes) :
- Dans le cytosol, l'HMG-CoA synthase réalise la seconde étape de la voie du mévalonate, essentielle à la biosynthèse du cholestérol et des terpénoïdes.

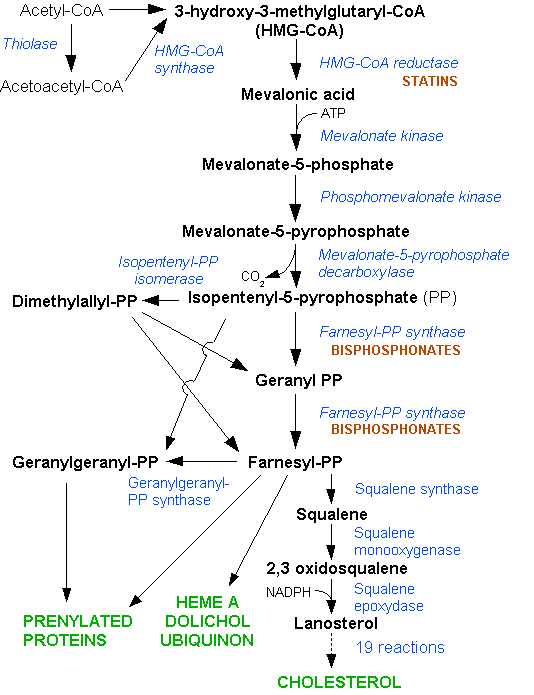
Réactions de la voie du mévalonate et de biosynthèses liées.

- Dans les mitochondries, l'HMG-CoA synthase est responsable de la biosynthèse des corps cétoniques.

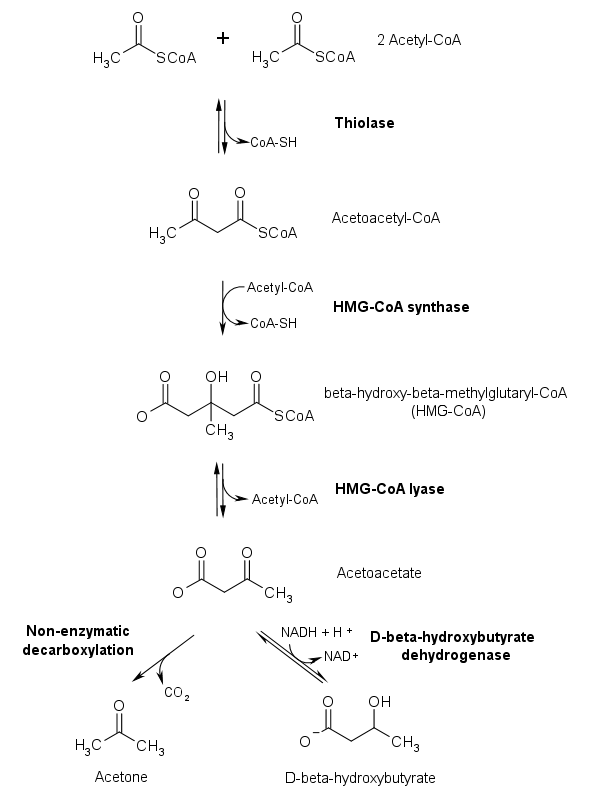
Réactions de la cétogenèse.

Chez les bactéries, les précurseurs des terpénoïdes sont généralement synthétisés à travers une voie métabolique alternative, la voie du méthylérythritol phosphate ; cependant, un certain nombre d'agents infectieux à Gram positif possèdent une voie du mévalonate parallèle à celle des eucaryotes,.